# Ракитное (Хабаровский край)
Раки́тное — село в Хабаровском районе Хабаровского края России. Административный центр Ракитненского сельского поселения.

## География
Село Ракитное — спутник Хабаровска.
Примерно в 500 м восточнее села Ракитное расположено село Гаровка-2, а в 2 км севернее — село Гаровка-1.
Дорога к селу Ракитное из Железнодорожного района идёт на юго-восток от улицы Целинная.
Дорога к селу Ракитное из Индустриального района идёт через село Ильинка.

## История
В 1969 году указом Президиума Верховного Совета РСФСР селению центральной усадьбы ордена Ленина Гаровского совхоза присвоено наименование село Ракитное.

## Население
| 1992 | 2002  | 2010  | 2011  | 2012  | 2021  |
| ---- | ----- | ----- | ----- | ----- | ----- |
| 2400 | ↘2343 | ↗2348 | ↗2356 | ↗2425 | ↘2311 |

## Инфраструктура
- Сельскохозяйственные предприятия Хабаровского района.
- Предприятия пищевой промышленности Хабаровского района.
- В окрестностях села Ракитное находятся дачные и коттеджные участки хабаровчан.

## Известные жители
- Некрестова, Вера Никитична (1923—2007) — передовик советского сельского хозяйства, доярка Гаровского совхоза Хабаровского района Хабаровского края, Герой Социалистического Труда.